# Krzelków
Krzelków (niem. Krelkau) – wieś w Polsce położona w województwie dolnośląskim, w powiecie ząbkowickim, w gminie Ziębice.

## Podział administracyjny
W latach 1954–1959 wieś należała i była siedzibą władz gromady Krzelków, po jej zniesieniu w gromadzie Czernczyce. W latach 1975–1998 miejscowość administracyjnie należała do województwa wałbrzyskiego.

## Historia
Nazwę miejscowości w zlatynizowanej staropolskiej formie Crelcow notuje wraz z sąsiednimi wsiami spisana po łacinie w latach 1269–1273 Księga henrykowska. Niemiecki historyk Gustav Adolf Stenzel w swoich komentarzach do tej księgi wydanych w roku 1854 jako pierwotną nazwę miejscowości podaje Chrelkow we fragmencie "Im originale immer Chrelkow". Miejscowość została wymieniona w formie Crekow w 1333 roku  w łacińskim dokumencie wydanym we Wrocławiu przez księcia śląskiego Bolka.
Po pruskiej kasacie dóbr klasztornych w 1810 majątek cystersów z Henrykowa w Krzelkowie kupiła Wilhelmina Pruska (Fryderyka Luiza, 1774–1837), żona Wilhelm I, król Niderlandów (1772–1843), syna Wilhelma V Orańskiego. Herby Hohenzollernów  znajdują się na słupach bramy przy domu nr 21.

Herb Hohenzollernów

## Zabytki
Do wojewódzkiego rejestru zabytków wpisany jest:
- kościół par. pw. św. Jadwigi, z 1709 r.

## Szlaki turystyczne
- Ziębice – Lipa – Jasłówek – Krzelków – Zameczny Potok – Ciepłowody – Kawia Góra (Łysica) – Ruszkowice – Ostra Góra – Podlesie – Przerzeczyn-Zdrój – Grzybowiec – Piława Górna – Piława Dolna[10]